# 5758 Brunini
Az 5758 Brunini (ideiglenes jelöléssel 1976 QZ1) a Naprendszer kisbolygóövében található aszteroida. Felix Aguilar Observatory fedezte fel 1976. augusztus 20-án.